# Грыфино
Грыфино (пол. Gryfino), до 1945 года Грайфенхаген (нем. Greifenhagen) — город в Польше, в 20 км к югу от Щецина, в 3 км к востоку от Одера и границы с Германией.

## История
Селение возникло первоначально как рыбачья слобода. Права города Грайфенхаген получил 1 марта 1254 году по указу щецинского князя Барнима I.
В 1653—1679 годах находился под властью шведов.
В 1877 году была открыта железная дорога, связавшая Грыфино с Щецином. К 1898 году город также был связан железнодорожным сообщением с Свобницей и Пыжицами.
К 1930 году в городе было четыре промышленных предприятия — химический, мыловаренный, консервный заводы и производство фетровых шляп.
В марте 1945 под Грайфенхагеном проходили тяжелые бои с участием 28-й дивизией СС «Валлония». По окончании Второй мировой войны город, разрушенный на 70 %, вместе со всей Восточной Померанией вошёл в состав польского государства.
В 1945 году в город начали прибывать польские переселенцы. В 1946 в Грыфино были построены электростанция, мельница и кожевенный завод, открыты польские школы.

## Настоящее время
В настоящее время Грыфино в административном отношении относится к Западно-Поморскому воеводству. Население его составляет 21 555 (2013). В городе имеются предприятия химической, лёгкой, пищевой промышленности. Через Грыфино проходит железная дорога Щецин—Костшин-над-Одрой.
Грыфино является туристической базой для двух природных парков — Долины Нижней Одры и Буковой пущи.
Основное предприятие города — электростанция Нижней Одры, построенной в период с 1970 по 1977 год.

## Города-побратимы
- Барлинек, Польша
- Берзенбрюк, Германия
- Гарц, Германия
- Самбор, Украина
- Шведт, Германия

## Галерея

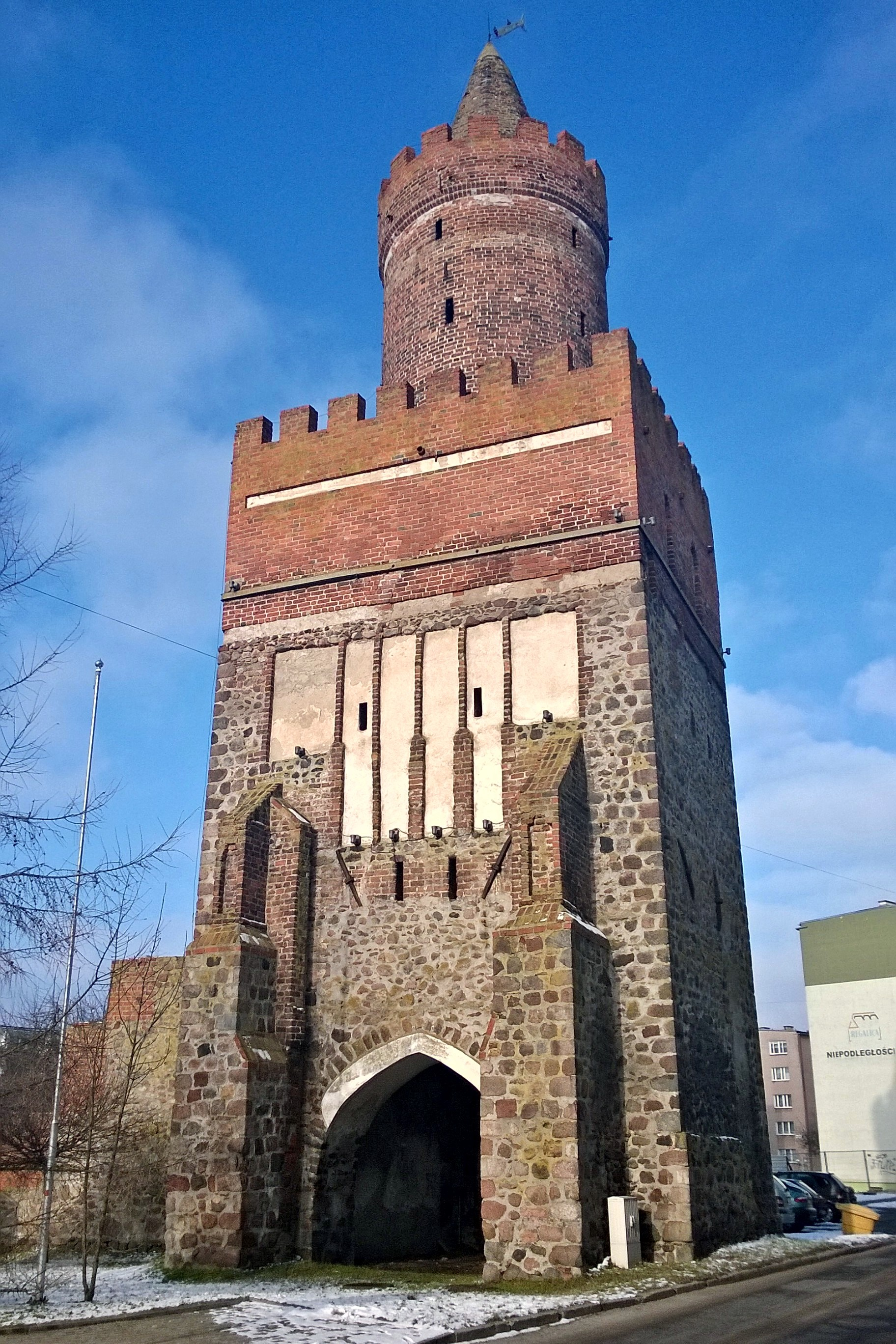
Городские ворота
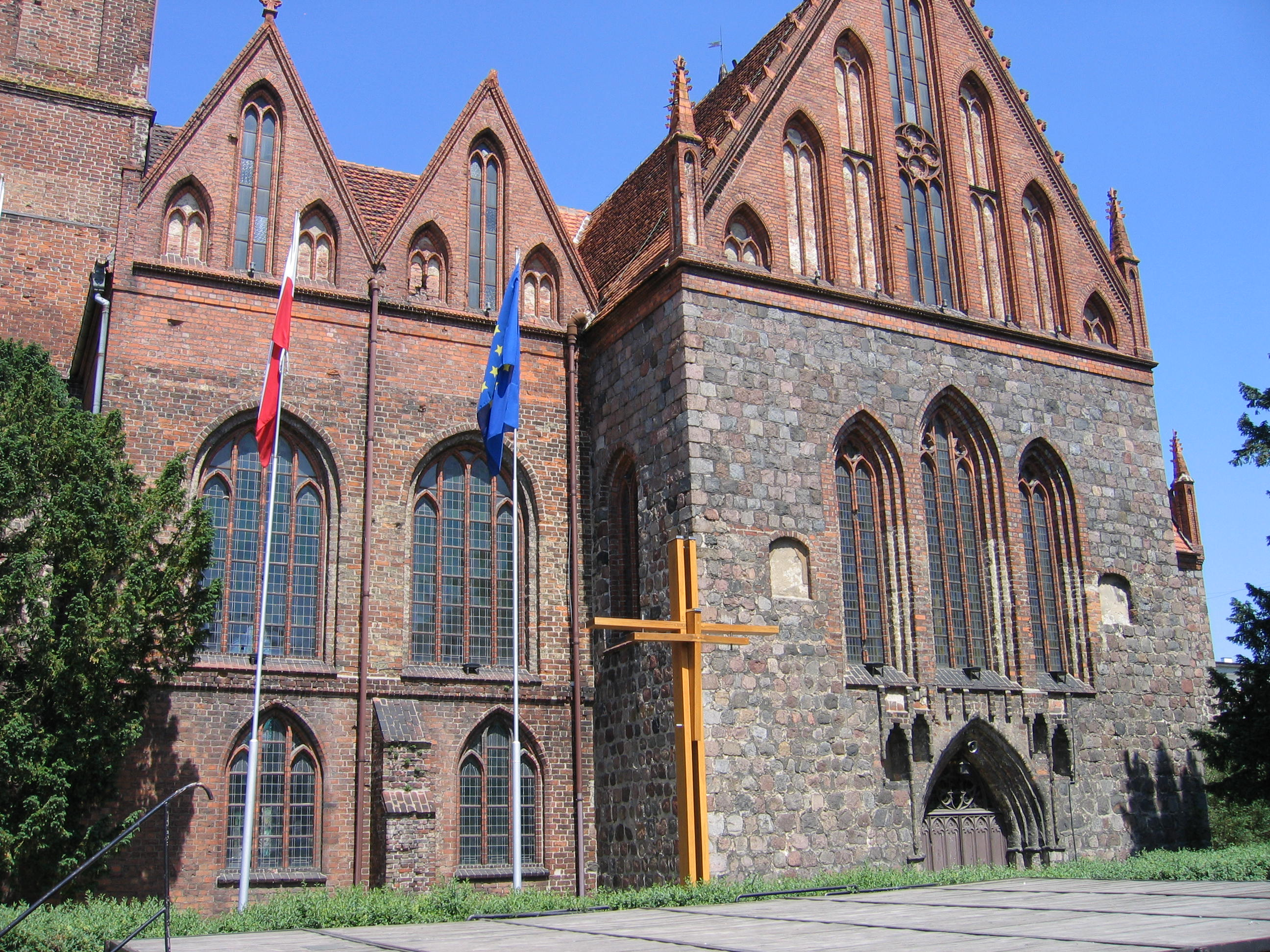
Церковь
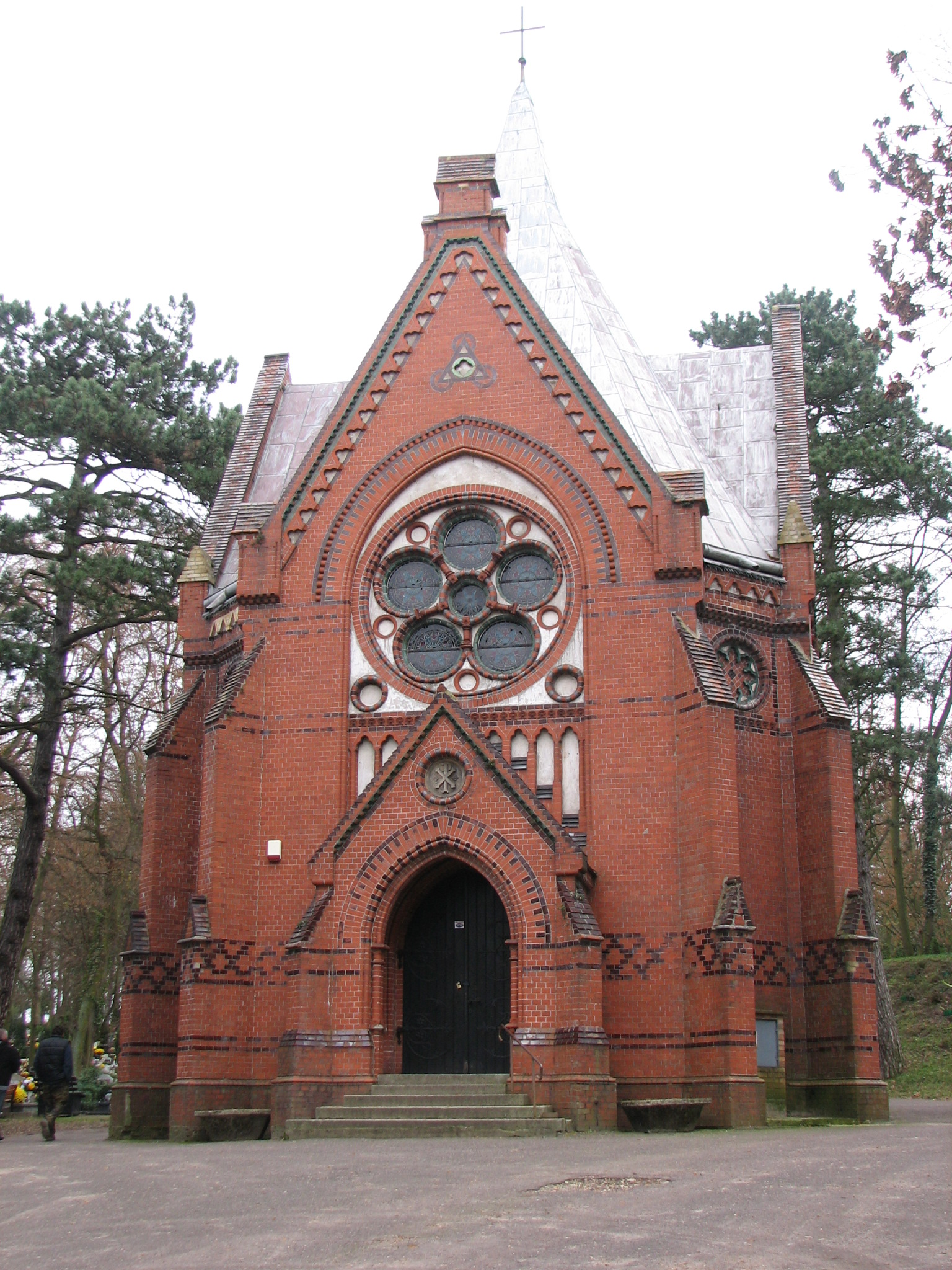
Часовня
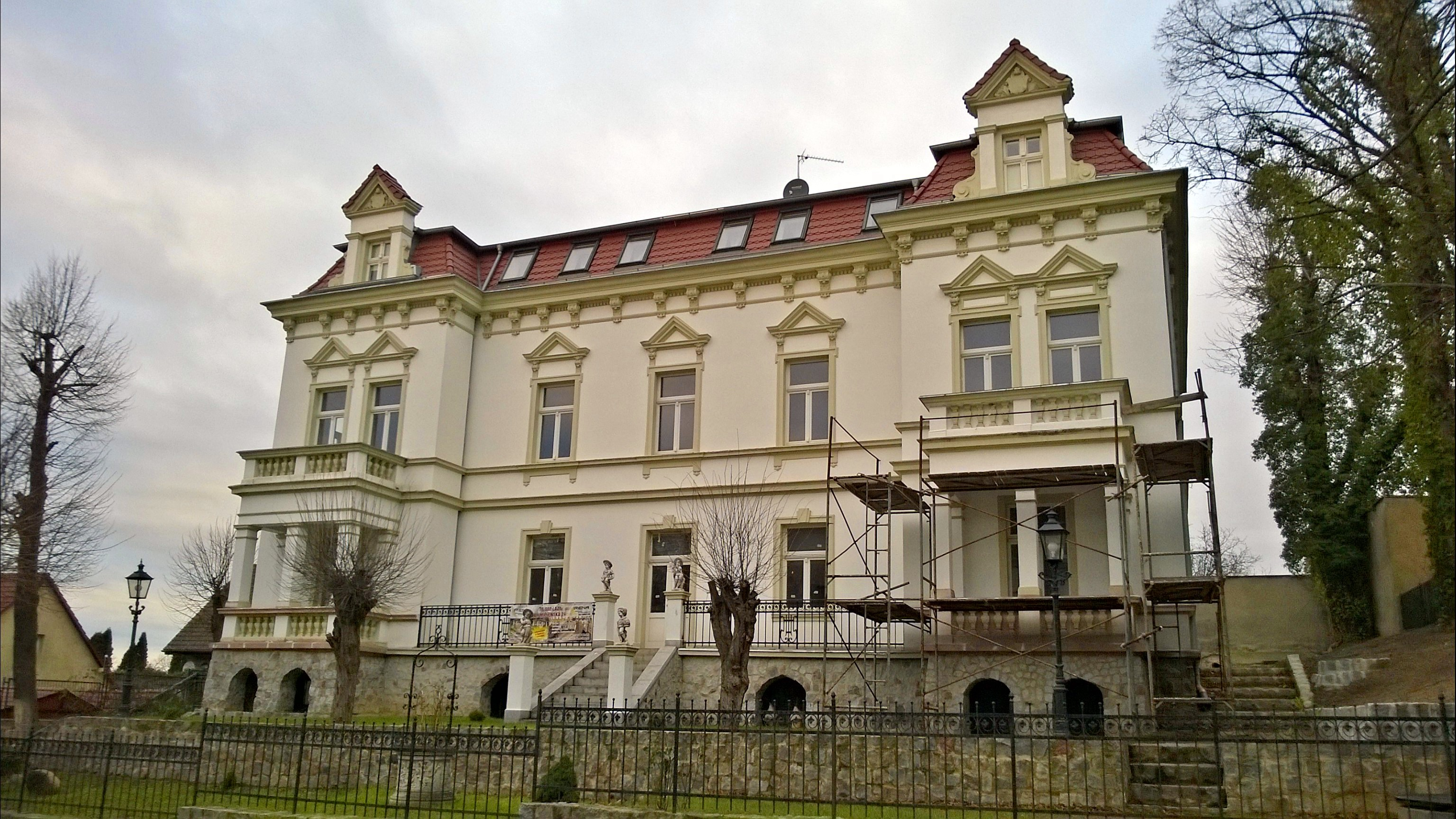
Старинный особняк
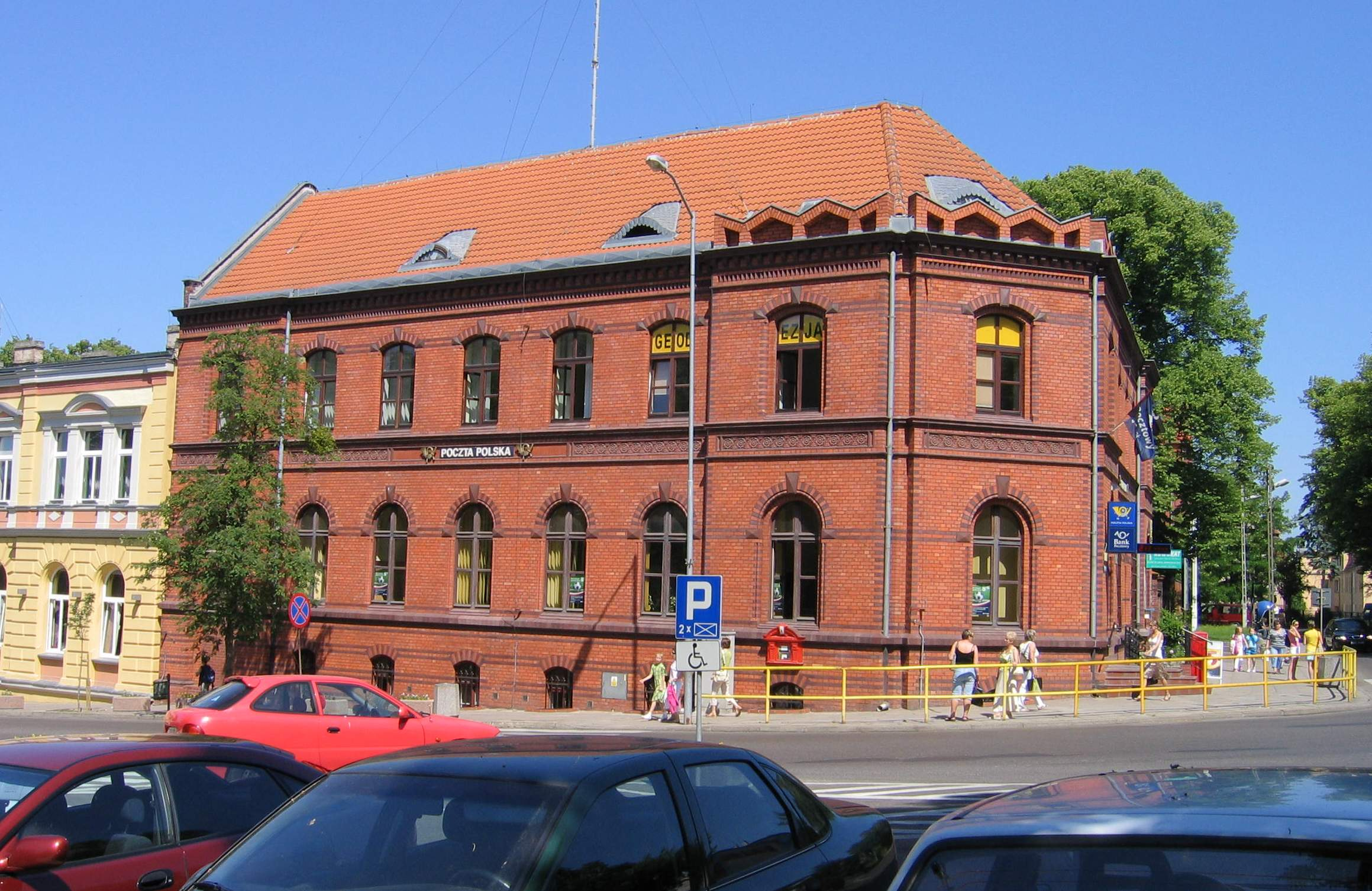
Здание почты
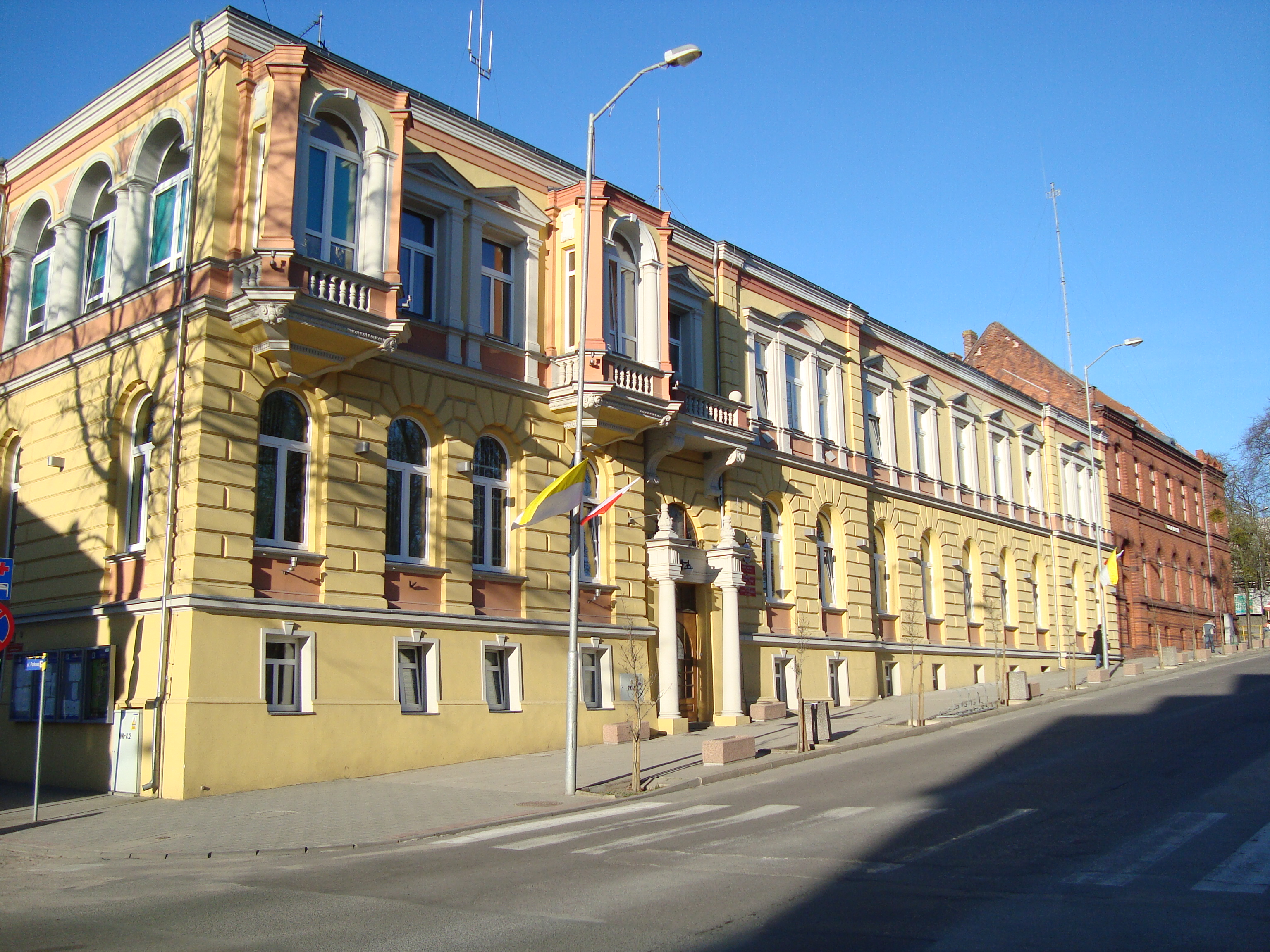
Мэрия
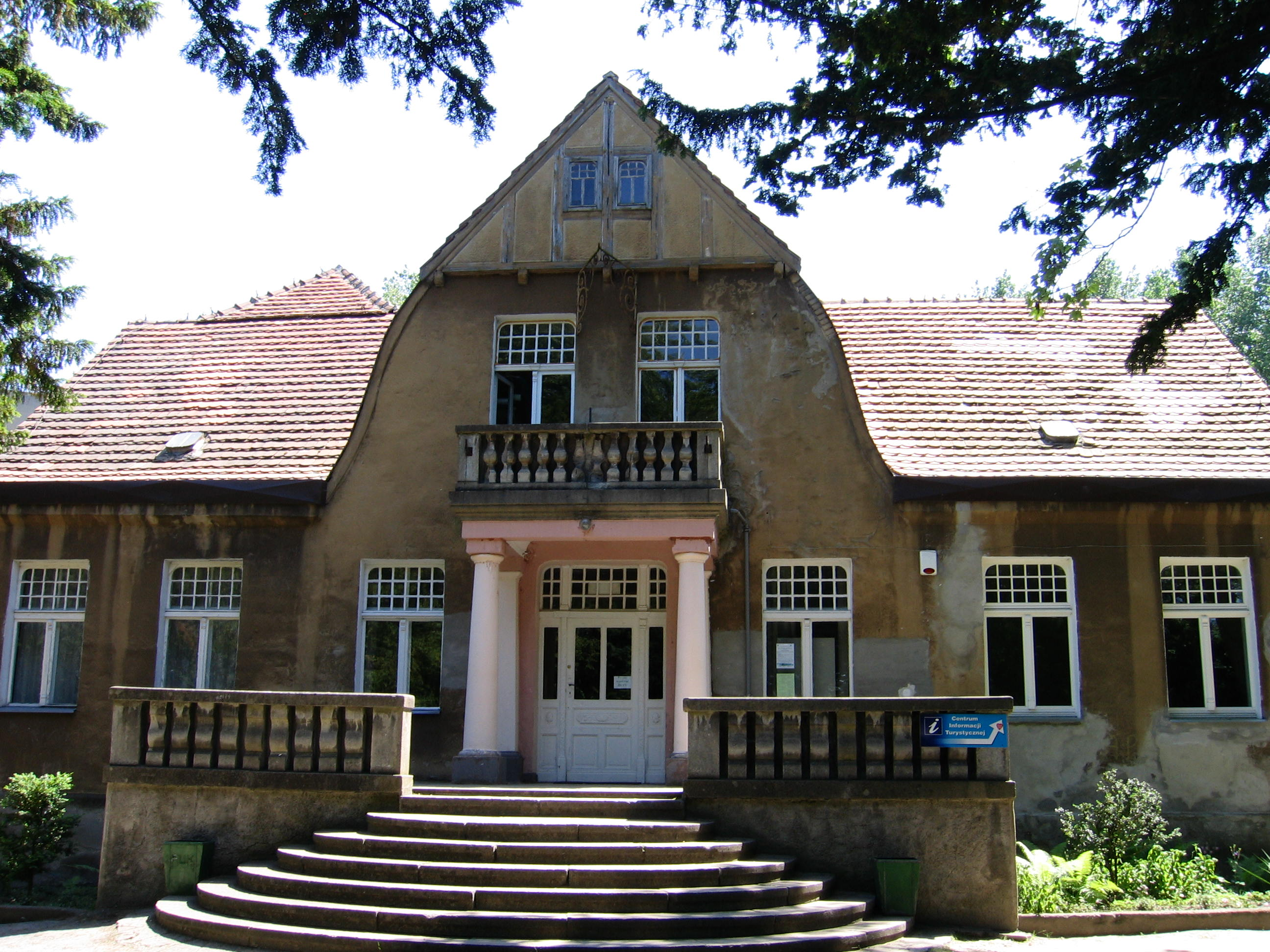
Вила
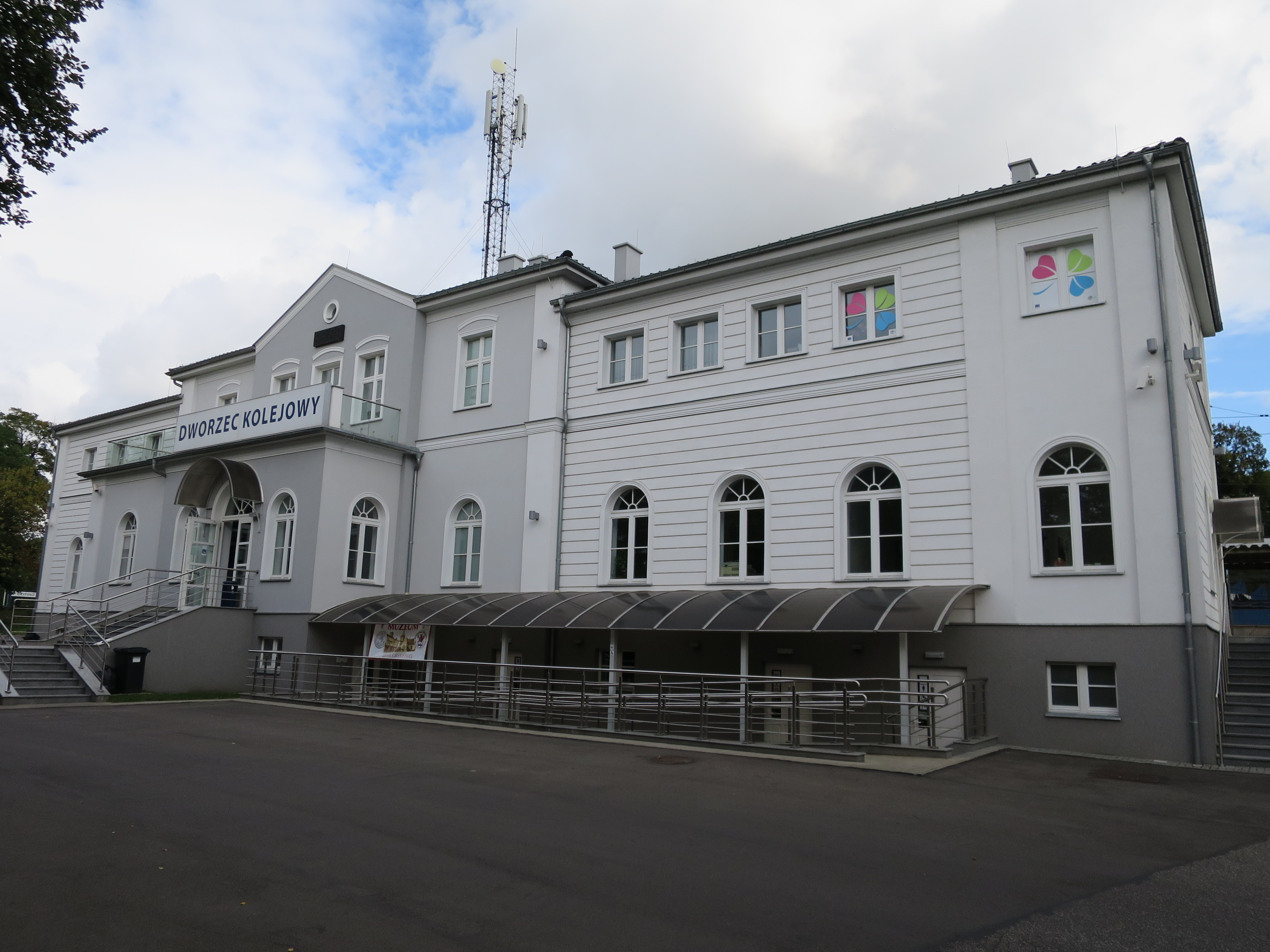
Железнодорожный вокзал